# أندرسون سيلفا
أندرسون دا سيلفا (تلفظ برتغالي: /ˈɐ̃deʁsõ ˈsiwvɐ/؛ مواليد 14 أبريل 1975) هو ملاكم ومقاتل فنون قتالية مختلطة برازيلي-أمريكي. إنه بطل سابق في فئة الوزن المتوسط في يو إف سي ويحمل الرقم القياسي لأطول فترة سيطرة على اللقب في تاريخ يو إف سي بـ2457 يومًا. بدأ هذا في عام 2006 وانتهى في عام 2013 وشمل سجل يو إف سي 16 انتصارًا متتاليًا في تلك الفترة. غادر سيلفا يو إف سي في نوفمبر 2020 وعاد إلى الملاكمة.
وصف رئيس يو إف سي دانا وايت ومعلق يو إف سي جو روغان والعديد من نقاد فنون القتال المختلطة سيلفا كواحد من أعظم كقاتلي الفنون القتالية المختلطة في كل العصور. تم إدخال سيلفا في قاعة مشاهير يو إف سي في يوليو 2023.

## الخلفية
ولد سيلفا في 14 أبريل 1975، في ساو باولو، البرازيل. أمضى سيلفا، وهو ابن عائلة فقيرة، معظم طفولته في كوريتيبا مع عمته وعمه، الذي كان ضابطًا في قوة شرطة كوريتيبا. بدأ غزو سيلفا الأول نحو فنون القتال المختلطة عندما كان طفلًا وهو يتدريب الجيو جيتسو مع أطفال الحي. عندما كان مراهقًا، بدأ سيلفا التدريب في التايكوندو والكابويرا والموياي تاي.

## مسيرته في فنون القتال المختلطة

### يو إف سي (2006–2020)

#### خسارة اللقب والإصابة
على الرغم من أنه قرر الاعتزال بعد قتال بونار، واجه سيلفا كريس ويدمان في 6 يوليو 2013، في يو إف سي 162. على الرغم من أنه كان المرشح الأوفر حظًا، إلا أنه خسر بالضربة القاضية في الجولة الثانية، منهيًا سلسلته من أطول فترة سيطرة على اللقب في تاريخ يو إف سي.
أقيم نزال العودة في يو إف سي 168 في 28 ديسمبر. سيطر ويدمان على الجولة الأولى؛ أفيد أن سيلفا ربما يكون أيضًا قد كسر عظم ساقه ضد ويدمان أثناء فحص الساق الأولى. في الجولة الثانية، قام ويدمان بفحص إحدى ركلات ساق سيلفا مرة أخرى، مما أدى إلى كسر الشظية اليسرى وعظم الساق وأُنهي القتال عبر الضربة الفنية القاضية. مباشرة بعد القتال، خضع سيلفا لعملية جراحية للعظام لتثبيت قصبة الساق باستخدام قضيب داخل النخاع؛ تمت إعادة ضبط الشظية ولم يكن من المتوقع أن تتطلب المزيد من الجراحة. ووصف بيان يو إف سي الجراحة بأنها «ناجحة» وقال إن الأشخاص الذين يعانون من إصابات مماثلة يستغرقون عمومًا من ثلاثة إلى ستة أشهر للتعافي.

#### عهد ما بعد اللقب
في 19 نوفمبر 2020، أعلنت يو إف سي أنها أطلقت سراح سيلفا من عقده معها، مما سيسمح له بالتفاوض مع منظمات ترويجية أخرى.

## مسيرته في الملاكمة

### مسيرته الاحترفية

#### سيلفا ضد تشافيز جونيور
في مارس 2021، أُعلن أن أندرسون سيلفا سيُقاتل خوليو سيزار تشافيز جونيور في مباراة ملاكمة يوم 19 يونيو 2021. فاز سيلفا بالقتال بقرار منقسم. ألقى سيلفا المزيد من اللكمات طوال القتال حيث ألقى إجمالي 392 لكمة بينما ألقى شافيز جونيور 153 لكمة فقط.

#### سيلفا ضد أورتيز
واجه سيلفا بطل يو إف سي لوزن خفيف الثقيل السابق تيتو أورتيز في مباراة ملاكمة احترافية في 11 سبتمبر 2021. وفاز بالقتال بالضربة القاضية في الجولة الأولى.

#### سيلفا ضد بول
في 6 سبتمبر 2022، أُعلن أن سيلفا سيواجه اليوتيوبر والملاكم المحترف جيك بول في 29 أكتوبر في فينيكس، أريزونا.
في ليلة القتال، خسر سيلفا أمام بول بقرار جماعي بنتيجة 78–73 (مرتين) و77–74، وكلها لصالح بول.

### النزالات الاستعراضية

#### سيلفا ضد ماتشادو
في 21 مايو 2022، خاض سيلفا نزال استعراضي من ثماني جولات مع زميله البرازيلي المخضرم في الفنون القتالية المختلطة برونو ماتشادو في حدث ملاكمة في أبو ظبي. على الرغم من الضربة القاضية لسيلفا في الجولة الخامسة، إلا أن النزال سيمتد لمسافة كاملة، ولم يتم الإعلان عن فائز.

#### سيلفا ضد سونين
واجه سيلفا شيل سونين في 15 يونيو 2024 في نزال ملاكمة استعراضي من خمس جولات لمدة دقيقتين في وزن 216 رطلاً في ساو باولو بالبرازيل. واجه سيلفا وسونين بعضهما البعض مرتين في فنون القتال المختلطة في يو إف سي. استمرت النزال لمدة خمس جولات كاملة وتم إعلانه بالتعادل.

## الرعاة
صديق للفائز بكأس العالم البرازيلي رونالدو، أصبح سيلفا في عام 2011 أول عميل يتم تسويقه بواسطة 9INE، وهي شركة تسويق رياضي مملوكة لرونالدو. منذ أغسطس 2011، تمت رعاية أندرسون من قبل كورينثيانز، نادي كرة القدم المفضل لديه. وترعاه أيضًا سلسلة الوجبات السريعة برجر كنج. في السابق، كان لديه أيضًا صفقة رعاية مع مورد الملابس والمعدات الرياضية نايكي، والتي انتهت في أواخر عام 2014 بسبب إزالة نايكي من يو إف سي.

## حياته الشخصية
لدى سيلفا ثلاثة أبناء وبنتان من زوجته دايان.
قبل أن يبدأ مسيرته المهنية كمقاتل محترف، عمل سيلفا في ماكدونالدز، وأيضًا كموظف ملفات. يعتبر سبايدرمان، وبروس لي، ومحمد علي ووالدته أكبر أبطاله الشخصيين، ولديه حب صريح للكتب المصورة وأبطال الكتب المصورة.
قال سيلفا في مناسبات عديدة إنه يعتقد أن صديقه القديم وبطل يو إف سي لوزن الوسط السابق وبطل يو إف سي للوزن الخفيف بي جيه بن هو أعظم مقاتل في تاريخ الرياضة.
وأبدى سيلفا اهتمامه بالمنافسة في رياضة التايكوندو والملاكمة. وطرح فكرة المنافسة في الأولمبياد في التايكوندو وقتال روي جونز جونيور في نزال ملاكمة.
أصبح سيلفا مواطن أمريكي متجنس في يوليو 2019.

## فيلموغرافيا

### التلفزيون والسينما
| العام | الاسم                    | الدور          |
| ----- | ------------------------ | -------------- |
| 2009  | لا تستسلم أبدا           | عنكبوت         |
| 2009  | سلسلة الجحيم             | الملك أناكوندا |
| 2011  | مثل الماء                | نفسه           |
| 2013  | حتى يفعلنا الموت الجزء 2 | أندرو سيلفر    |
| 2013  | الديدان                  | هايري (صوت)    |
| 2014  | تم استغلاله              | أندرسون        |
| 2014  | ليالي الاثنين في السابعة | ماتيوس         |
| 2017  | ألتيمت بيست ماستر        | نفسه/المضيف    |
| 2019  | التنين الذي لا يقهر      | قاتل           |

## البطولات والإنجازات

### فنون القتال المختلطة
- قفص الغضب
  - بطولة قفص الغضب للوزن المتوسط (مرة واحدة، الأخير)
  - ثلاثة دفاعات ناجحة عن اللقب
- شوتو
  - بطولة شوتو للوزن المتوسط (مرة واحدة)
- يو إف سي
  - قاعة مشاهير يو إف سي (جناح الرّواد، 2023)[67]
  - بطولة يو إف سي للوزن المتوسط (مرة واحدة)
    - عشر دفاعات ناجحة عن اللقب
      - الأكثر ناجحا في دفاعات اللقب في تاريخ فئة الوزن المتوسط في يو إف سي (10)
      - الأكثر ناجحا في دفاعات اللقب المتتالية في تاريخ فئة الوزن المتوسط في يو إف سي (10)
        - أكثر ثاني دفاعات متتالية عن اللقب في تاريخ يو إف سي (10)
        - ثالث أكثر  دفاعات عن اللقب مجتمعة في تاريخ يو إف سي (10)

    - أطول سلسلة محافظة على اللقب في تاريخ يو إف سي (2457 يوم)
    - الأكثر إنهاءًا في نزالات لقب يو إف سي (9)
    - الأكثر ضربات قاضية في نزالات لقب يو إف سي (7)
    - الأكثر ضربات اسقطت الخصوم في نزالات لقب يو إف سي (10)
    - الأكثر مشاركة في  نزالات اللقب على الوزن المتوسط في يو إف سي (13)
    - الأكثر فوزا بنزالات اللقب على الوزن المتوسط في يو إف سي (11)
    - بالشراكة مع (أماندا نونيز) رابع أكثر مقاتل فوزا في نزالات اللقب في تاريخ يو إف سي (11)[68]
    - توحيد بطولة يو إف سي للوزن المتوسط وبطولة برايد لوزن الوسط

  - قتال الليلة (خمس مرات) ضد  دان هندرسون، فورست غريفين، شيل سونين، مايكل بيسبنغ، وإسرائيل أديسانيا[69]
  - أفضل ضربة قاضية في الليلة (سبع مرات)  ضد كريس ليبن، ريتش فرانكلين (2), نيت ماركوارت، فورست غريفين، فيتور بلفور، وشيل سونين
    - «أفضل ضربة قاضية في الليلة» جوائز تاريخ يو إف سي (7)

  - أفضل إخضاع في الليلة (مرتين)  ضد دان هندرسون وشيل سونين
    - أكثر من حصل على مكافآت ما بعد القتال في تاريخ فئة الوزن المتوسط في يو إف سي (12)[70]
    - بالشراكة مع (جيم ميلر) خامس أكثر من حصل على مكافآت ما بعد القتال في تاريخ يو إف سي (14)[68]

  - أطول سلسلة انتصارات في تاريخ يو إف سي (16)[68]
  - أطول سلسلة انتصارات في تاريخ فئة الوزن المتوسط في يو إف سي (13)[70]
  - أطول سلسلة إنهاءات في تاريخ يو إف سي الحديث (8)[71]
  - أكثر إنهاءات في تاريخ فئة الوزن المتوسط في يو إف سي (11)[70]
  - بالشراكة مع (أوريا هول & تياغو سانتوس) أكثر من فاز بالضربة القاضية في تاريخ فئة الوزن المتوسط في يو إف سي (8)[70]
  - بالشراكة مع (إسرائيل أديسانيا) أكثر من سدد ضربات أسقطت الخصم في تاريخ فئة الوزن المتوسط في يو إف سي (13)[70]
  - بالشراكة مع (جيريمي ستيفنز) ثاني أكثر من سدد ضربات أسقطت الخصم في تاريخ فئة الوزن المتوسط في يو إف سي (18)[68]
  - بالشراكة مع (أنتوني جونسون & تياغو سانتوس) ثالث أكثر من سدد ضربات أسقطت الخصم في تاريخ فئة الوزن المتوسط في يو إف سي (11)[68]
  - بالشراكة مع (داستن بورييه & ديريك لويس) خامس أكثر مقاتل يفوز بالإنهاء في تاريخ يو إف سي (14)[68]
  - بالشراكة مع (ديريك برانسون) ثالث أكبر عدد من الانتصارات في تاريخ فئة الوزن المتوسط في يو إف سي (14)[70]
- إي إس بي إن.كوم
  - 2011 أفضل ضربة قاضية في العام ضد ضد فيتور بلفور في 5 فبراير[72]
- داخل إم إم إيه 
  - جائزة بازي لأفضل ركلة قاضية بالركلة للعام 2011 ضد فيتور بلفور في 5 فبراير
- إم إم إيه مباشر
  - قتال العام 2010 ضد شيل سونين في 7 أغسطس[73]
- شيردوغ
  - أفضل ضرب مبرح لعام 2009 ضد فورست غريفين في 8 أغسطس[74]
  - الأول على فريق كل العنيفين 2011[75]
  - قاعة مشاهير فنون القتال المختلطة[76]
- جوائز اختيار سبايك غايز
  - أخطر رجل 2008
- سبورتس إليسترايتد
  - مقاتل العام 2008[77]
- جوائز فنون القتال المختلطة العالمية
  - مقاتل العام 2008[78]
  - 2010 قتال العام ضد شيل سونين في 7 أغسطس[79]
  - 2011 أفضل ضربة قاضية في العام ضد فيتور بلفور on 5 فبراير[80]
- نشرة ريسلينغ أوبزرفر الإعلامية
  - المقاتل الأكثر تميزا (2012)[81]
  - المقاتل الأكثر قيمة في فنون القتال المختلطة (2012)[81]

## سجل فنون القتال المختلطة
| السجل المهني |        |          |
| 46 نزال      | 34 فوز | 11 خسارة |
| ضربة قاضية   | 23     | 4        |
| إخضاع        | 3      | 2        |
| قرار القضاة  | 8      | 4        |
| إقصاء        | 0      | 1        |
| بدون قرار    | 1      | 1        |

| النتيجة | السجل     | الخصم              | الطريقة                                       | الحدث                                 | التاريخ        | الجولة | الوقت | المكان                                  | الملاحظات |
| ------- | --------- | ------------------ | --------------------------------------------- | ------------------------------------- | -------------- | ------ | ----- | --------------------------------------- | --- |
| خسر     | 34–11 (1) | أوريا هول          | ضربة فنية قاضية (باللكمات)                    | يو إف سي ليلة القتال: هول ضد سيلفا    | 31 أكتوبر 2020 | 4      | 1:24  | لاس فيغاس، نيفادا، الولايات المتحدة     | |
| خسر     | 34–10 (1) | جاريد كانونير      | ضربة فنية قاضية (ركلة الساق)                  | يو إف سي 237                          | 11 مايو 2019   | 1      | 4:47  | ريو دي جانيرو، البرازيل                 | |
| خسر     | 34–9 (1)  | إسرائيل أديسانيا   | قرار القضاة (بالإجماع)                        | يو إف سي 234                          | 10 فبراير 2019 | 3      | 5:00  | ملبورن، أستراليا                        | قتال الليلة. |
| فاز     | 34–8 (1)  | ديريك برانسون      | قرار القضاة (بالإجماع)                        | يو إف سي 208                          | 11 فبراير 2017 | 3      | 5:00  | بروكلين، نيويورك، الولايات المتحدة      | |
| خسر     | 33–8 (1)  | دانيال كورميي      | قرار القضاة (بالإجماع)                        | يو إف سي 200                          | 9 يوليو 2016   | 3      | 5:00  | لاس فيغاس، نيفادا، الولايات المتحدة     | نزال في وزن خفيف الثقيل. |
| خسر     | 33–7 (1)  | مايكل بيسبنغ       | قرار القضاة (بالإجماع)                        | يو إف سي ليلة القتال: سيلفا ضد بيسبنغ | 27 فبراير 2016 | 5      | 5:00  | لندن، إنجلترا                           | قتال الليلة. |
| ب.ف     | 33–6 (1)  | نيك دياز           | ب.ف (انقلبت من قبل ل.و.ن.ر)                   | يو إف سي 183                          | 31 يناير 2015  | 5      | 5:00  | لاس فيغاس، نيفادا، الولايات المتحدة     | في الأصل كان القرار فوز بالإجماع لسيلفا؛ انقلبت بعد أن ثبتت إصابته بالدروستانولون والأندروستيرون. كما جاءت نتيجة اختبار دياز إيجابية للمرجوانا. |
| خسر     | 33–6      | كريس ويدمان        | ضربة فنية قاضية (إصابة في الساق)              | يو إف سي 168                          | 28 ديسمبر 2013 | 2      | 1:16  | لاس فيغاس، نيفادا، الولايات المتحدة     | على لقب بطولة يو إف سي للوزن المتوسط. |
| خسر     | 33–5      | كريس ويدمان        | ضربة قاضية (باللكمات)                         | يو إف سي 162                          | 6 يوليو 2013   | 2      | 1:18  | لاس فيغاس، نيفادا، الولايات المتحدة     | خسر لقب بطولة يو إف سي للوزن المتوسط. |
| فاز     | 33–4      | ستيفان بونار       | ضربة فنية قاضية (بالركبة على الجسم وباللكمات) | يو إف سي 153                          | 13 أكتوبر 2012 | 1      | 4:40  | ريو دي جانيرو، البرازيل                 | نزال في وزن خفيف الثقيل. كان اختبار بونار إيجابيًا لمستقلب بولدينون.                                                                             |
| فاز     | 32–4      | شيل سونين          | ضربة فنية قاضية (بالركبة على الجسم وباللكمات) | يو إف سي 148                          | 7 يوليو 2012   | 2      | 1:55  | لاس فيغاس، نيفادا، الولايات المتحدة     | دافع عن بطولة يو إف سي للوزن المتوسط. أفضل ضربة قاضية في الليلة.                                                                                |
| فاز     | 31–4      | يوشين أوكامي       | ضربة فنية قاضية (باللكمات)                    | يو إف سي 134                          | 27 أغسطس 2011  | 2      | 2:04  | ريو دي جانيرو، البرازيل                 | دافع عن بطولة يو إف سي للوزن المتوسط. |
| فاز     | 30–4      | فيتور بلفور        | ضربة قاضية (ركلة أمامية ولكمات)               | يو إف سي 126                          | 5 فبراير 2011  | 1      | 3:25  | لاس فيغاس، نيفادا، الولايات المتحدة     | دافع عن بطولة يو إف سي للوزن المتوسط. أفضل ضربة قاضية في الليلة.                                                                                |
| فاز     | 29–4      | شيل سونين          | إخضاع (مثلث الذراع)                           | يو إف سي 117                          | 7 أغسطس 2010   | 5      | 3:10  | أوكلاند، كاليفورنيا، الولايات المتحدة   | دافع عن بطولة يو إف سي للوزن المتوسط. أفضل إخضاع في الليلة. قتال الليلة. كان اختبار سونين إيجابيًا لارتفاع مستويات هرمون التستوستيرون.           |
| فاز     | 28–4      | داميان مايا        | قرار القضاة (بالإجماع)                        | يو إف سي 112                          | 10 أبريل 2010  | 5      | 5:00  | أبو ظبي، الإمارات العربية المتحدة       | دافع عن بطولة يو إف سي للوزن المتوسط. |
| فاز     | 27–4      | فورست غريفين       | ضربة قاضية (لكمة)                             | يو إف سي 101                          | 8 أغسطس 2009   | 1      | 3:23  | فيلادلفيا، بينسلفانيا، الولايات المتحدة | نزال في وزن خفيف الثقيل. أفضل ضربة قاضية في الليلة. قتال الليلة. كانت نتيجة اختبار غريفين إيجابية بالنسبة للمواد غير القانونية.                 |
| فاز     | 26–4      | تاليس لييتس        | قرار القضاة (بالإجماع)                        | يو إف سي 97                           | 18 أبريل 2009  | 5      | 5:00  | مونتريال، كيبك، كندا                    | دافع عن بطولة يو إف سي للوزن المتوسط. |
| فاز     | 25–4      | باتريك كوتيه       | ضربة فنية قاضية (إصابة بالركبة)               | يو إف سي 90                           | 25 أكتوبر 2008 | 3      | 0:39  | روسمونت، إلينوي، الولايات المتحدة       | دافع عن بطولة يو إف سي للوزن المتوسط. |
| فاز     | 24–4      | جيمس إيرفين        | ضربة قاضية (باللكمات)                         | يو إف سي ليلة القتال: سيلفا ضد إيرفين | 19 يوليو 2008  | 1      | 1:01  | لاس فيغاس، نيفادا، الولايات المتحدة     | نزال في وزن خفيف الثقيل. كانت نتيجة اختبار إيرفين إيجابية بالنسبة للميثادون والأوكسي مورفون.                                                    |
| فاز     | 23–4      | دان هندرسون        | إخضاع (خنق خلفي عاري)                         | يو إف سي 82                           | 1 مارس 2008    | 2      | 4:52  | كولومبوس، أوهايو، الولايات المتحدة      | دافع عن بطولة يو إف سي للوزن المتوسط. أفضل إخضاع في الليلة. قتال الليلة.                                                                        |
| فاز     | 22–4      | ريتش فرانكلين      | ضربة فنية قاضية (بالركبتين)                   | يو إف سي 77                           | 20 أكتوبر 2007 | 2      | 1:07  | سينسيناتي، أوهايو، الولايات المتحدة     | دافع عن بطولة يو إف سي للوزن المتوسط. أفضل ضربة قاضية في الليلة.                                                                                |
| فاز     | 21–4      | نيت ماركوارت       | ضربة فنية قاضية (باللكمات)                    | يو إف سي 73                           | 7 يوليو 2007   | 1      | 4:50  | ساكرامنتو، كاليفورنيا، الولايات المتحدة | دافع عن بطولة يو إف سي للوزن المتوسط. أفضل ضربة قاضية في الليلة.                                                                                |
| فاز     | 20–4      | ترافيس لوتر        | ضربة فنية قاضية (إخضاع بالمرفقين)             | يو إف سي 67                           | 3 فبراير 2007  | 2      | 2:11  | لاس فيغاس، نيفادا، الولايات المتحدة     | نزال بدون لقب؛ أخفق لوتر بالوزن (187 رطل). |
| فاز     | 19–4      | ريتش فرانكلين      | ضربة قاضية (بالركبة)                          | يو إف سي 64                           | 14 أكتوبر 2006 | 1      | 2:59  | لاس فيغاس، نيفادا، الولايات المتحدة     | فاز بلقب بطولة يو إف سي للوزن المتوسط. أفضل ضربة قاضية في الليلة.                                                                               |
| فاز     | 18–4      | كريس ليبن          | ضربة قاضية (بالركبة)                          | يو إف سي ليلة القتال النهائي 5        | 28 يونيو 2006  | 1      | 0:49  | لاس فيغاس، نيفادا، الولايات المتحدة     | الترشيح للقب بطولة يو إف سي للوزن المتوسط. أفضل ضربة قاضية في الليلة.                                                                           |
| فاز     | 17–4      | توني فريكلوند      | ضربة قاضية (بالمرفق)                          | قفص الغضب 16                          | 22 أبريل 2006  | 1      | 2:02  | لندن، إنجلترا                           | دافع عن بطولة قفص الغضب للوزن المتوسط. |
| خسر     | 16–4      | يوشين أوكامي       | إقصاء (ركلة غير قانونية)                      | قعقعة على الصخرة 8                    | 20 يناير 2006  | 1      | 2:33  | هونولولو، هاواي، الولايات المتحدة       | الجولة الافتتاحية لبطولة وزن الوسط. تم استبعاد سيلفا بسبب قيامه بتسديد ركلة لمنافس كان يضع ركبتيه على الأرض.                                    |
| فاز     | 16–3      | كيرتس ستاوت        | ضربة قاضية (باللكمات)                         | قفص الغضب 14                          | 3 ديسمبر 2005  | 1      | 4:59  | لندن، إنجلترا                           | دافع عن بطولة قفص الغضب للوزن المتوسط. |
| فاز     | 15–3      | خورخي ريفيرا       | ضربة فنية قاضية (بالركبتين واللكمات)          | قفص الغضب 11                          | 30 أبريل 2005  | 2      | 3:53  | لندن، إنجلترا                           | دافع عن بطولة قفص الغضب للوزن المتوسط. |
| خسر     | 14–3      | لو تشيونان         | إخضاع (بمقص الطيران وخطاف الكعب)              | برايف موجة الصدمة 2004                | 31 ديسمبر 2004 | 3      | 3:08  | سايتاما، اليابان                        | |
| فاز     | 14–2      | لي موراي           | قرار القضاة (بالإجماع)                        | قفص الغضب 8                           | 11 سبتمبر 2004 | 3      | 5:00  | لندن، إنجلترا                           | فاز بلقب بطولة قفص الغضب للوزن المتوسط. |
| فاز     | 13–2      | جيريمي هورن        | قرار القضاة (بالإجماع)                        | غلاديايتر 2                           | 27 يونيو 2004  | 3      | 5:00  | سول، كوريا الجنوبية                     | |
| فاز     | 12–2      | فالدير دوس أنجوس   | ضربة فنية قاضية (إيقاف الزاوية)               | قهر القتال 1                          | 20 ديسمبر 2003 | 1      | 5:00  | فيتوريا دا كونكيستا، البرازيل           | |
| خسر     | 11–2      | أوكي تاكاسي        | إخضاع (خنق المثلث)                            | برايف 26                              | 8 يونيو 2003   | 1      | 8:33  | يوكوهاما، اليابان                       | |
| فاز     | 11–1      | كارلوس نيوتن       | ضربة فنية قاضية (إصابة بالركبة)               | برايف 25                              | 16 مارس 2003   | 1      | 6:27  | يوكوهاما، اليابان                       | |
| فاز     | 10–1      | الكسندر اوتسوكا    | قرار القضاة (بالإجماع)                        | برايف 22                              | 29 سبتمبر 2002 | 3      | 5:00  | ناغويا، اليابان                         | |
| فاز     | 9–1       | أليكس ستيبلينج     | ضربة فنية قاضية (إيقاف الطبيب)                | برايف 21                              | 23 يونيو 2002  | 1      | 1:23  | سايتاما، اليابان                        | |
| فاز     | 8–1       | روان كارنيرو       | ضربة فنية قاضية (إخضاع باللكمات)              | ميكا 6                                | 31 يناير 2002  | 1      | 5:32  | كوريتيبا، البرازيل                      | |
| فاز     | 7–1       | هاياتو ساكوراي     | قرار القضاة (بالإجماع)                        | شوتو 7                                | 26 أغسطس 2001  | 3      | 5:00  | أوساكا، اليابان                         | فاز بلقب بطولة شوتو للوزن المتوسط (168 رطل). |
| فاز     | 6–1       | إسرائيل البوكيركي  | ضربة فنية قاضية (إخضاع باللكمات)              | ميكا 5                                | 9 يونيو 2001   | 1      | 6:17  | كوريتيبا، البرازيل                      | |
| فاز     | 5–1       | تيتسوجي كاتو       | قرار القضاة (بالإجماع)                        | شوتو 2                                | 2 مارس 2001    | 3      | 5:00  | طوكيو، اليابان                          | |
| فاز     | 4–1       | كلوديونور فونتينيل | ضربة فنية قاضية (بالكمات والركبتين)           | ميكا 4                                | 16 ديسمبر 2000 | 1      | 4:35  | كوريتيبا، البرازيل                      | |
| فاز     | 3–1       | خوسيه باريتو       | ضربة فنية قاضية (ركلة للرأس واللكمات)         | ميكا 2                                | 12 أغسطس 2000  | 1      | 1:06  | كوريتيبا، البرازيل                      | |
| خسر     | 2–1       | لويز أزيريدو       | قرار القضاة (بالإجماع)                        | ميكا 1                                | 27 مايو 2000   | 2      | 10:00 | كوريتيبا، البرازيل                      | |
| فاز     | 2–0       | فابريسيو كامويس    | ضربة فنية قاضية (انسحاب)                      | بي إف سي 1                            | 25 يونيو 1997  | 1      | 25:14 | كامبو غراندي، البرازيل                  | |
| فاز     | 1–0       | رايموندو بينيرو    | إخضاع (خنق خلفي عاري)                         | بي إف سي 1                            | 25 يونيو 1997  | 1      | 1:53  | كامبو غراندي، البرازيل                  | |

## سجل الملاكمة المحترفة

### الاحترافية
| 5 نزال       | 3 فوز | 2 خسارة |
| ------------ | ----- | ------- |
| ضربة القاضية | 2     | 1       |
| قرار القضاة  | 1     | 1       |

| # | النتيجة | السجل | الخصم                     | النوع          | الجولة، الوقت | التاريخ        | الموقع                                                                    | الملاحظات |
| - | ------- | ----- | ------------------------- | -------------- | ------------- | -------------- | ------------------------------------------------------------------------- | --------- |
| 5 | خسر     | 3–2   | جيك بول                   | قرار بالإجماع  | 8             | التاريخ        | ديزرت دايموند أرينا، غلانديل، أريزونا، الولايات المتحدة                   |           |
| 4 | فاز     | 3–1   | تيتو أورتيز               | ضربة قاضية     | 1 (8)، 1:22   | 11 سبتمبر 2021 | فندق سيمينول هارد روك وكازينو هوليوود، هوليوود، فلوريدا، الولايات المتحدة |           |
| 3 | فاز     | 2–1   | خوليو سيزار تشافيز جونيور | قرار بالانقسام | 8             | 19 يونيو 2021  | ملعب خاليسكو، غوادالاخارا، المكسيك                                        |           |
| 2 | فاز     | 1–1   | خوليو سيزار دي جيسوس      | ضربة قاضية     | 2 (6)، 0:19   | 05 مايو 2005   | جيناسيو دي سبورتس أنطونيو بالبينو، سلفادور، البرازيل                      |           |
| 1 | خسر     | 0–1   | أوسمار لويز تيكسيرا       | إيقاف الزاوية  | 1 (6)، 3:00   | 22 مايو 1998   | جيناسيو إيزيل باستوش، اتحاد النصر، البرازيل                               |           |

### الاستعراضية
| 2 نزال   | 0 فوز | 0 خسارة |
| -------- | ----- | ------- |
| تعادل    | 1     | 1       |
| غير مسجل | 1     | 1       |

| # | النتيجة | السجل     | الخصم         | النوع | الجولة، الوقت | التاريخ       | الموقع                                                    | الملاحظات     |
| - | ------- | --------- | ------------- | ----- | ------------- | ------------- | --------------------------------------------------------- | ------------- |
| 2 | تعادل   | 0–0–1 (1) | شيل سونين     | —     | 5             | 15 يونيو 2024 | ساو باولو، البرازيل                                       |               |
| 1 | —       | 0–0 (1)   | برونو ماتشادو | —     | 8             | 21 مايو 2022  | اتحاد أرينا، جزيرة ياس، أبو ظبي، الإمارات العربية المتحدة | نزال غير مسجل |

## نزالات الدفع مقابل المشاهدة
| #                | الحدث            | النزال              | التاريخ          | المبلغ    |
| ---------------- | ---------------- | ------------------- | ---------------- | --------- |
| 1.               | يو إف سي 64      | فرانكلين ضد سيلفا   | 14 أكتوبر 2006   | 300،000   |
| 2.               | يو إف سي 67      | سيلفا ضد لوتر       | 3 فبراير 2007    | 400،000   |
| 3.               | يو إف سي 73      | سيلفا ضد ماركوارت   | 7 يوليو 2007     | 425،000   |
| 4.               | يو إف سي 77      | سيلفا ضد فرانكلين 2 | 20 أكتوبر 2007   | 325،000   |
| 5.               | يو إف سي 82      | سيلفا ضد هندرسون    | 1 مارس 2008      | 325،000   |
| 6.               | يو إف سي 90      | سيلفا ضد كوتيه      | 25 أكتوبر 2008   | 300،000   |
| 7.               | يو إف سي 97      | سيلفا ضد ليتس       | 18 أبريل 2009    | 650،000   |
| 8.               | يو إف سي 101     | سيلفا ضد غريفين     | 8 أغسطس 2009     | 850،000   |
| 9.               | يو إف سي 112     | سيلفا ضد مايا       | 10 أبريل 2010    | 500،000   |
| 10.              | يو إف سي 117     | سيلفا ضد سونين      | 7 أغسطس 2010     | 600،000   |
| 11.              | يو إف سي 126     | سيلفا ضد بلفور      | 5 فبراير 2011    | 725،000   |
| 12.              | يو إف سي 134     | سيلفا ضد أوكامي     | 27 أغسطس 2011    | 335،000   |
| 13.              | يو إف سي 148     | سيلفا ضد سونين 2    | 7 يوليو 2012     | 925،000   |
| 14.              | يو إف سي 153     | سيلفا ضد بونار      | 13 أكتوبر 2012   | 375،000   |
| 15.              | يو إف سي 162     | سيلفا ضد ويدمان     | 6 يوليو 2013     | 550،000   |
| 16.              | يو إف سي 168     | ويدمان ضد سيلفا 2   | 28 ديسمبر 2013   | 1،025،000 |
| 17.              | يو إف سي 183     | سيلفا ضد دياز       | 31 يناير 2015    | 650،000   |
| 18.              | يو إف سي 208     | سيلفا ضد برونسون    | 11 فبراير 2017   | 200،000   |
| 19.              | يو إف سي 234     | أديسانيا ضد سيلفا   | 10 فبراير 2019   | 175،000   |
| إجمالي المدفوعات | إجمالي المدفوعات | إجمالي المدفوعات    | إجمالي المدفوعات | 9،635،000 |

## وصلات خارجية
- أندرسون سيلفا على موقع بوكس ريك (الإنجليزية) (registration required)
- أندرسون سيلفا على موقع يو إف سي (الإنجليزية)
- أندرسون سيلفا على موقع شيردوغ (الإنجليزية)
- أندرسون سيلفا على موقع Tapology.com (الإنجليزية)
- أندرسون سيلفا على موقع IMDb (الإنجليزية)
- أندرسون سيلفا على موقع ألو سيني (الفرنسية)
- أندرسون سيلفا على موقع أول موفي (الإنجليزية)
- أندرسون سيلفا على موقع قاعدة بيانات الفيلم (الإنجليزية)
- أندرسون سيلفا على موقع كينوبويسك (الروسية)